# Matti Makkonen
Matti Makkonen (Suomussalmi, 16 april 1952 – Seinäjoki, 26 juni 2015) was een Fins ingenieur op het gebied van de mobiele communicatie. In 1984 bedacht hij een manier om geschreven berichtjes naar andere telefoons te sturen, een idee dat bekend werd onder de afkorting sms. Het zou tot 1992 duren voordat het eerste sms'je werd verstuurd.